# Zorro II
Zorro II — 16-битная системная шина, реализованная для компьютеров Amiga 2000 и Amiga 500. Zorro II можно рассматривать как буферизирующее расширение процессорной шины Motorola 68000, с поддержкой технологии bus mastering DMA. Слоты расширения использовали собственный 100-контактный разъём. Форм-фактор карт расширения совпадал с аналогичным у IBM PC. Карты Zorro II реализовывали протокол Autoconfig, обеспечивавший режим Plug and Play.
Прототипом для разработки Zorro II стал внешний блок расширения «Zorro bus», предназначенный для Amiga 1000. Он обеспечивал подключение внешних устройств к шине Motorola 68000 без буферизации.
В следующих моделях Amiga, Zorro II была заменена асинхронной 32-битной шиной Zorro III.

## Карта памяти
| Адрес     | Размер [Мбайт] | Описание                         |
| --------- | -------------- | -------------------------------- |
| 0x00 0000 | 2,0            | Chip memory                      |
| 0x20 0000 | 8,0            | Zorro II memory expansion space  |
| 0xA0 0000 | 1,5            | Zorro II I/O expansion space     |
| 0xB8 0000 | 3,0            | A2000 motherboard register space |
| 0xE8 0000 | 0,5            | Zorro II I/O                     |
| 0xF0 0000 | 1,0            | Motherboard ROM                  |

## Конструктив
Двухрядный разъём со стандартным шагом 2,54 мм, 2 х 50 контактов.
Питание:
| [ Напряжение, В] | [ Ток, А] |
| ---------------- | --------- |
| +5               | 2,0       |
| −5               | < 0,3     |
| +12              | < 8,0     |
| −12              | < 0,3     |